# Maine-et-Loire
Maine-et-Loire, Maine e Loire ou, na sua forma portuguesa, Maine e Líger é um departamento da França do Vale do Loire, localizado na região Pays de la Loire. Sua capital é a cidade de Angers.

## História
Mayenne-et-Loire foi um dos 83 departamentos criados durante a Revolução Francesa em 4 de Março de 1790. O nome foi mudado para Maine-et-Loire em 1791. Maine-et-Loire foi criado de parte da antiga província de Anjou e seu nome atual é derivado da antiga província de Maine e do Rio Loire, que corta o departamento.

## Geografia
O Departamento de Maine-et-Loire possui 7166 km², faz parte da região de Pays de la Loire e está cercado pelos departamentos de Ille-et-Vilaine, Mayenne, Sarthe, Indre-et-Loire, Vienne, Deux-Sèvres, Vendée e Loire-Atlantique.
Maine-et-Loire possui relevo variado, com colinas no sul e no norte separadas pelo vale do rio Loire. O ponto mais alto é a Colline des Gardes com 210m.
A região possui muitos rios navegáveis tais como: Loire, Sarthe, Mayenne, Loir e Authion.

## Demografia
O departamento possui 732942 (1999) habitantes e densidade demográfica de 102 habitantes/km². A capital Angers possui 151279 habitantes (1999).
Os habitantes de Maine-et-Loire são chamados Angevins, nome proveniente da antiga província de Anjou.